# Chalandamarz

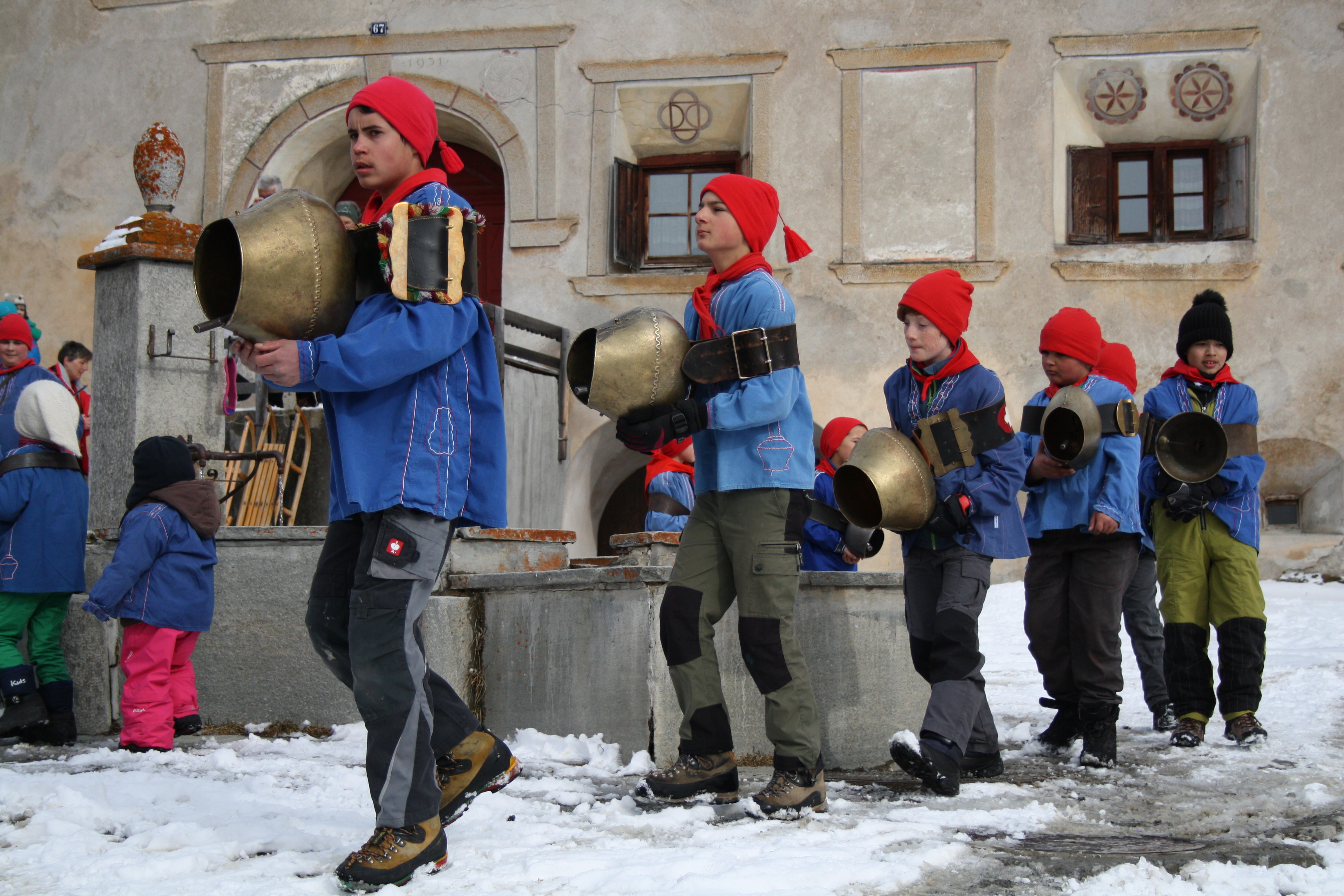
Chalandamarz in Guarda, Unterengadin

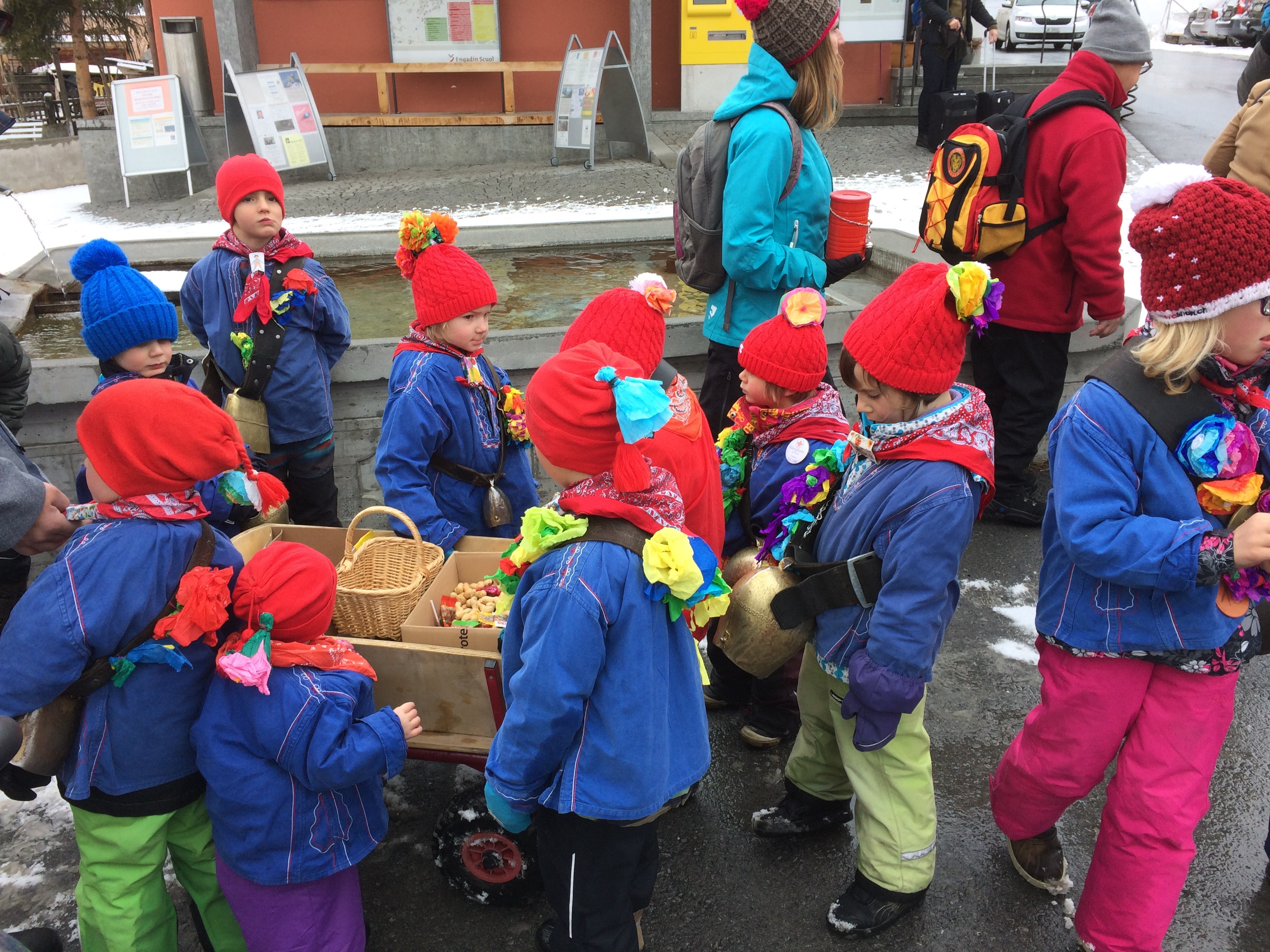
Chalandamarz in Ftan, Unterengadin

Der Chalandamarz (vallader und putér [tɕɐˌlandɐˈmarts], in Mittelbünden Calondamars(a), -marza u. ä., in den Bündner Südtälern Calendamarz, Calentmarz u. ä., ist ein Frühlingsbrauch in Teilen des romanischsprachigen und italienischsprachigen Gebiets des Schweizer Kantons Graubünden. Gefeiert wird er jeweils am oder um den 1. März, dem römischen Jahresanfang.
Früher wurden an diesem Tag auch die im Februar gewählten Gemeindepräsidenten, Schreiber und Säckelmeister (Schatzmeister) in ihre Ämter eingesetzt.

## Wortherkunft
Chalanda geht auf lateinisch kalendae ‚erster Tag des Monats‘ zurück; vgl. Kalenden. Im Bündnerromanischen kommt das Wort nur noch im Brauchtumsnamen chalandamarz vor, in den alpinlombardischen Dialekten der Südschweiz als calend aber auch noch appellativisch in der eigentlichen Bedeutung. Marz ist romanisch und lombardisch für März.

## Verbreitung
Chalandamarz wird im Engadin und im Münstertal, im Oberhalbstein und im Albulatal sowie im Puschlav, Bergell und Misox begangen. Die Sut- und Surselva kennen den Brauch nicht bzw. wie im Fall des Hinterrheintals nicht mehr; in Trin werden die Muntinadas gefeiert, bei denen das Motiv des Glockentragens Ähnlichkeiten mit dem Chalandamarzfest aufweist.

## Ablauf
Heute zieht die Schuljugend an Chalandamarz Viehglocken (Kuhglocken, Schellen, Treicheln und kleine Ziegenglöcklein) schellend, Peitschen knallend und singend durchs Dorf, um den Winter zu vertreiben sowie Lebensmittel und Geld zu heischen. Die genaue Durchführung der Festivitäten unterliegt von Dorf zu Dorf merklichen Unterschieden. Im unterengadinischen Ftan gehört auch Maskentragen zum Brauchtum, worin eine Verschmelzung von Gebräuchen des Frühlingsfestes mit solchen der Fasnacht sichtbar wird. In Poschiavo und im Misox, früher auch in Scuol und Tschlin sowie in Innerferrera, pflegt man auch einen Strohmann als Symbol des Winters zu verbrennen. Abgeschlossen wird der Tag meistens mit einem gemeinsamen Essen und einem Ball der Jugendlichen.
Eine prominente Darstellung des Brauchs machte der Künstler Alois Carigiet im Bilderbuch Schellen-Ursli.

## Tradition
Herkömmlich spielen an Chalandamarz nur Knaben und männliche Jugendlichen eine aktive Rolle, heute jedoch auch Mädchen. Mit ihrem Auftritt am Chalandamarz 2023 in Zuoz schrieb Mia Sonder Geschichte: Die 15-Jährige hat als erstes Mädchen überhaupt am offiziellen Schlussakt die Geisel «geklepft».

## Varia

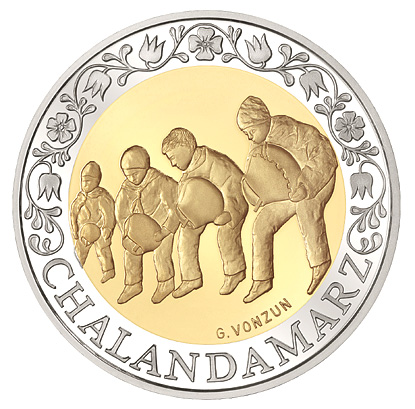
Schweizer Gedenkmünze aus dem Jahr 2003

Im Jahr 2003 erschien von Swissmint, der Münzprägestätte der Schweizerischen Eidgenossenschaft, eine von Gian Vonzun gestaltete Gedenkmünze zu diesem Thema.